# Gaizhou
Gaizhou (盖州 ; pinyin : Gàizhōu) est une ville de la province du Liaoning en Chine. C'est une ville-district placée sous la juridiction administrative de la ville-préfecture de Yingkou.

## Démographie
La population du district était de 879 449 habitants en 1999.